# 张帆 (投资人)
张帆（1972年—）是美籍华裔风险投资人。他是红杉资本（Sequoia Capital）在中国开展业务的联合创始合伙人之一，也是最早将当代风险投资概念从美国带入中国的投资人之一。

## 教育背景
张帆从美国斯坦福大学获得了MBA学位和经济学BA学位，在这之前他曾就读于北京清华大学计算机科学与技术系。

## 职业生涯
2001年，作为德丰杰全球创业投资基金 (DFJ ePlanet Ventures) 大中华地区的主要负责人，张帆成为率先带领国际风险投资基金在中国内地开设代表处，开展本地投资业务的硅谷风险投资家之一。张帆先后领导投资了百度、空中网、分众传媒等公司。
2005年9月，张帆、沈南鹏与红杉资本一起创立了红杉资本中国 (Sequoia Capital China)。张帆于2009年因个人原因离开。
2023年，在李光耀全球商業計畫競賽上，张帆人工智能创新奖设立。

## 所获奖项
2006年，张帆被福布斯杂志评为“中国风险投资家点金之手奖”（Forbes Midas List）首批荣誉获得者之一，并在接下来的三年蝉联该奖项。
张帆于2004、2005和2007年年度被清科公司评为“中国十大风险投资人”之一。
2007年张帆被第一财经评为“年度风险投资家”。